# Spheniscus magellanicus
Lo Spheniscus magellanicus, o Pinguino di Magellano, classificato da J.R. Forster nel 1781 sullo stretto di Magellano venne da questi definito anche con il nome di Aptenodytes magellanicus.
Animale monotipico, è talvolta considerato conspecifico dello Spheniscus humboldti e dello Spheniscus demersus. Le tre specie ugualmente vanno talvolta a comporre una superspecie.

## Distribuzione
Lo Spheniscus magellanicus è diffuso sulle coste marine meridionali dell'America del sud (ovvero dal Cile e dall'Argentina centrali fino al Capo Horn) e delle isole Falkland.

## Aspetti morfologici
Alto mediamente 45 centimetri, corporatura robusta (pesa 2,7-4,8 Kg), il piumaggio compatto ed impermeabile di colore nero sulla testa e sul dorso e bianco attraversato da due strisce nere sul ventre, ali ridotte a rigidi moncherini e con le zampe palmate spostate ben indietro

## Habitat
È un tipico pinguino delle zone meridionali.
Si nutre di pesci, come tutti i tipi di pinguini, anche se per colpa del grande inquinamento globale ha dovuto adattarsi ad altri tipi di pesci di cui non è abituata la loro dieta.

## Riproduzione
Il ciclo riproduttivo inizia verso la fine di agosto. I maschi riproduttori arrivano per primi sulla terraferma e preparano i nidi, sempre nello stesso luogo che li ha visti nascere e sempre gli stessi, scavati sotto la terra o tra le radici dei cespugli.
Tra la prima e seconda settimana di settembre arrivano le femmine, e, dopo un breve corteggiamento, avvengono gli accoppiamenti, che portano, tra la fine di settembre e l'inizio di ottobre, alla deposizione delle uova, non più di due per nido.
Maschio e femmina, molto uniti in questa fase del ciclo, si alternano nella cova e nella ricerca del cibo, costituito essenzialmente da pesce, senza mai lasciare incustodito il nido, in quanto predatori di mare (gabbiani, procellarie e stercorari) e di terra (gatti selvatici e volpi) sono sempre in agguato.
Il periodo di incubazione dura circa 40 giorni, e verso la fine di ottobre iniziano a schiudersi le uova e a comparire i pulcini, i pichones, lunghi non più di 13 cm, pesanti 60 grammi e ricoperti di un sottile piumaggio grigio, in tutto e per tutto dipendenti dai genitori, che per tre mesi ne cureranno l'alimentazione, rigurgitando nel becco dei nati il cibo predigerito. A dicembre i piccoli già escono dal nido e affollano la colonia, e ben presto alla peluria si sostituisce il caratteristico piumaggio bianco e nero che permetterà loro di affrontare i rigori delle acque oceaniche.

## Spostamenti
Terminata la muta annuale del piumaggio, tra la fine di marzo e l'inizio di aprile tutta la colonia abbandona la terraferma per ritornare all'oceano, dirigendosi probabilmente verso nord, come confermano gli avvistamenti lungo le coste del Brasile e dell'Uruguay di esemplari marcati nel Chubut

## Galleria d'immagini

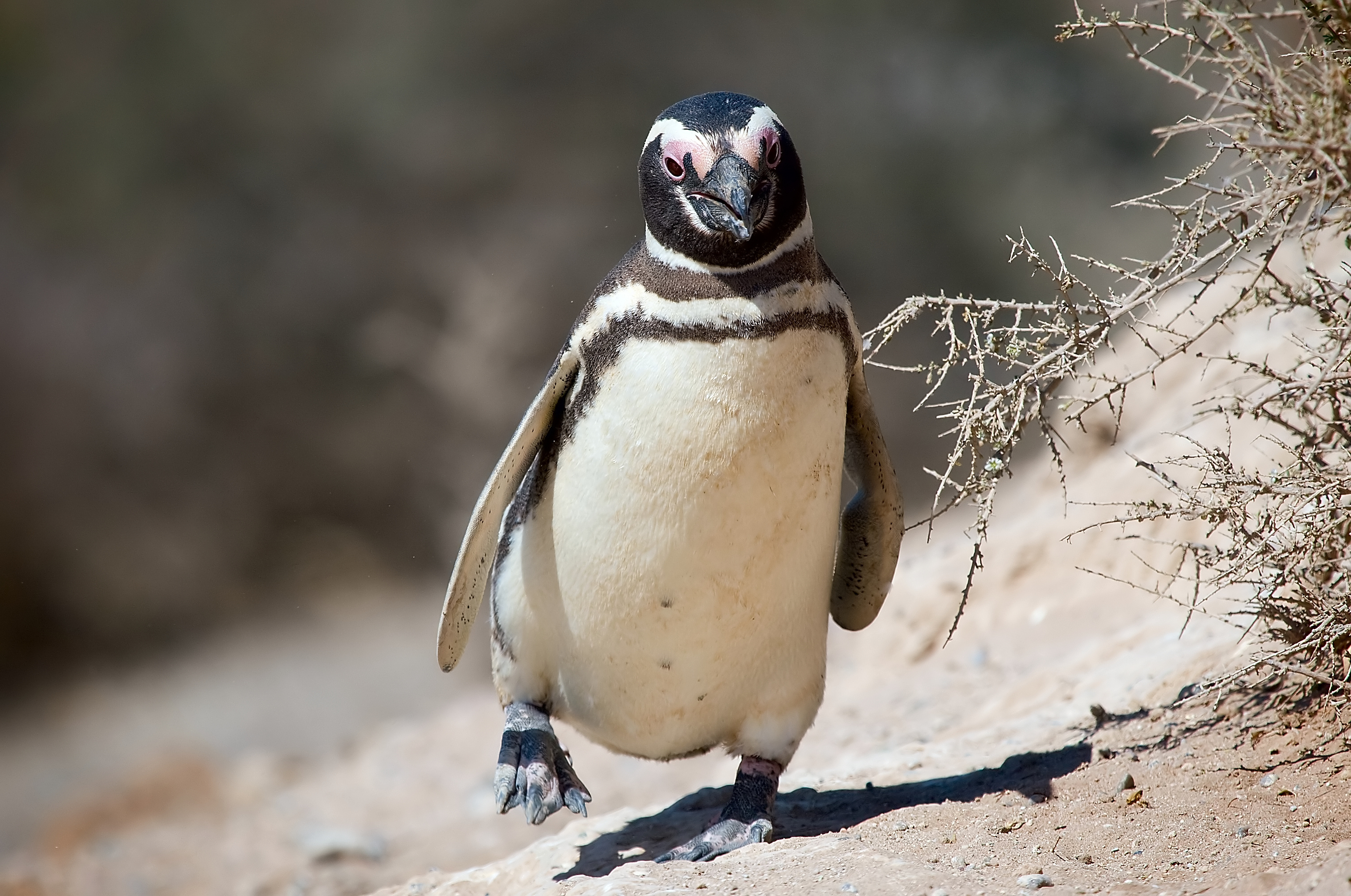
Un pinguino di Magellano a passeggio
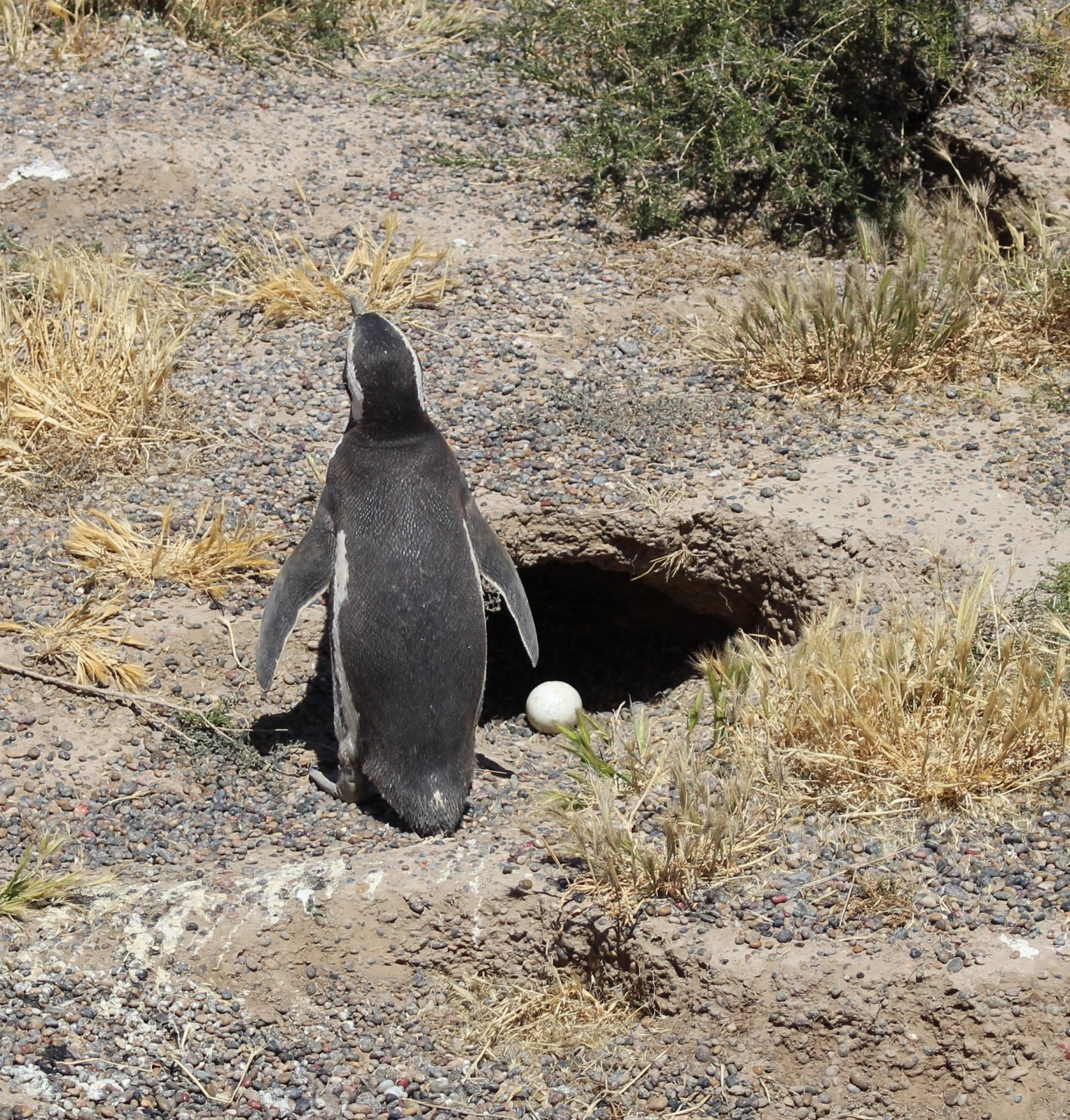
Nido e uovo
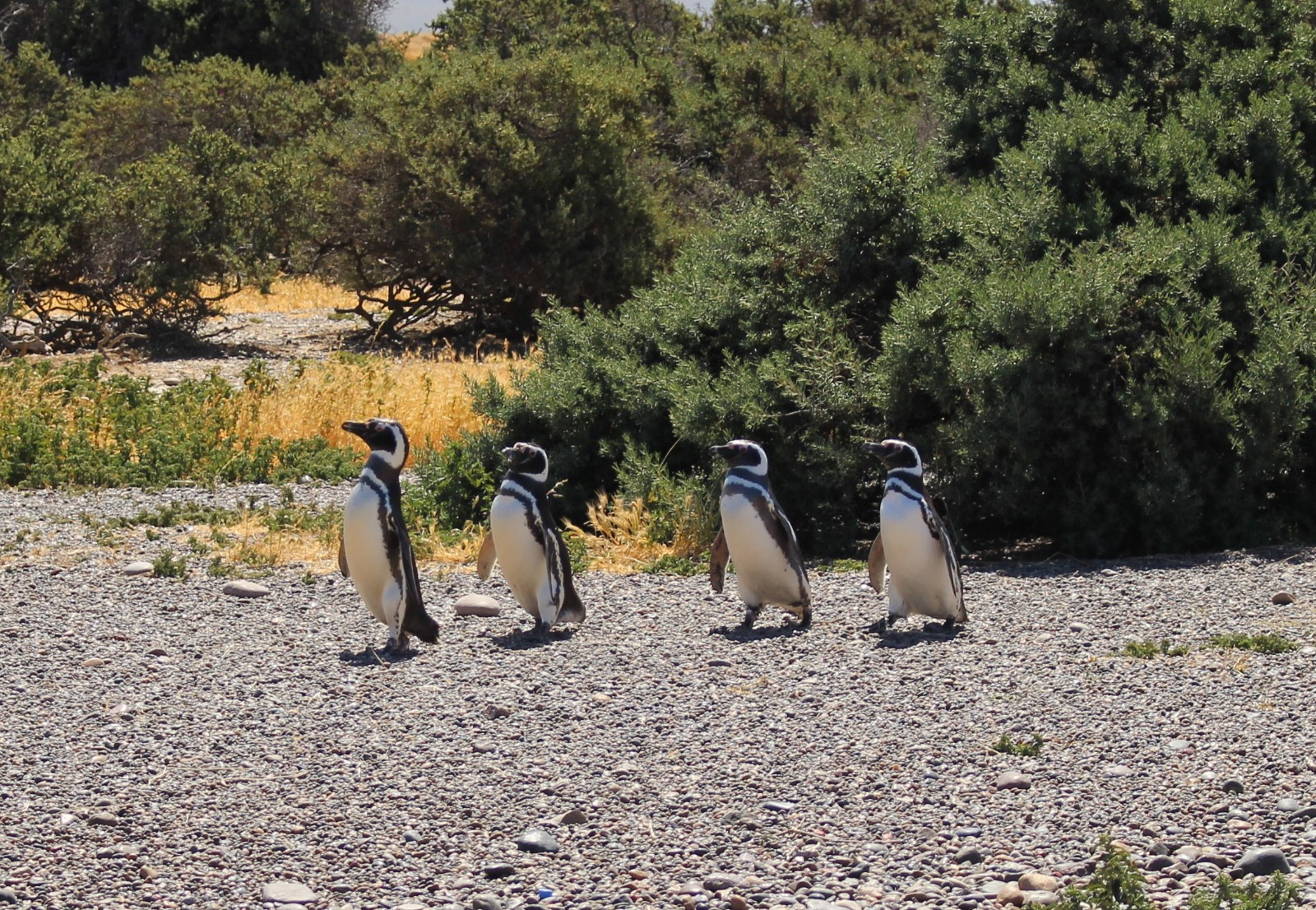
Pinguini in Punta Tombo, Argentina
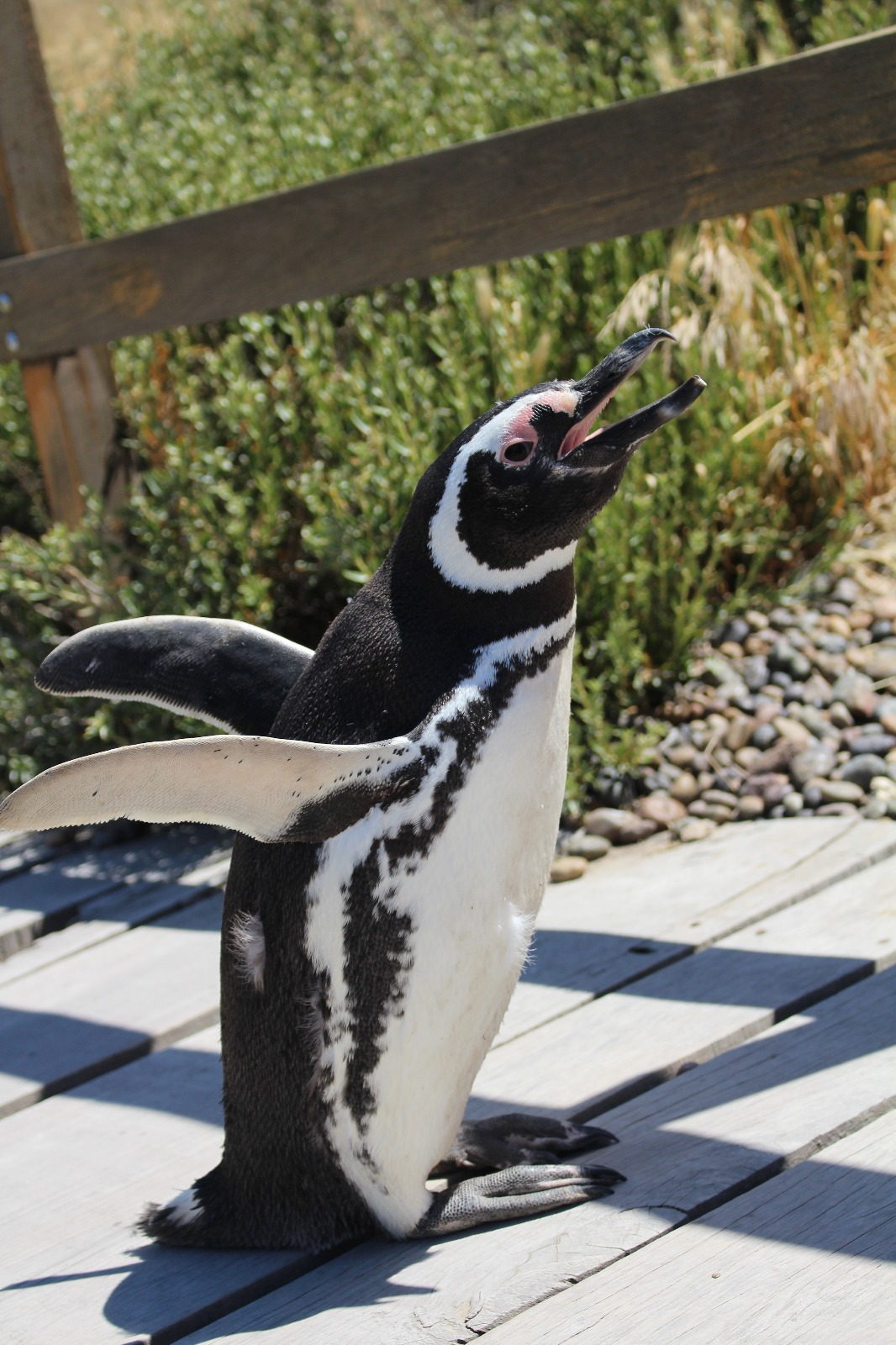
Pinguino in Punta Tombo, Argentina